# Blarinella quadraticauda
Blarinella quadraticauda es una especie de musaraña de la familia soricidae.

## Distribución geográfica
Es endémica del oeste de China.